# 教育基本条例
教育基本条例（きょういくきほんじょうれい）とは、教育行政に関する基本政策を規定した大阪府または大阪市の条例。

## 概要
地方自治体の教育行政に関する基本政策を規定している。
橋下徹率いる大阪維新の会は教育における政治主導の明確化として以下のことを規定した条例を大阪府内の各自治体の議会に提出し、2012年3月に大阪府で「大阪府教育行政基本条例」、2012年5月に大阪市で「大阪市教育行政基本条例」としてそれぞれ制定された。
- 教育目標を首長が教育委員会と協議して決定し、首長と委員会と意見が一致しない場合は委員会の反対意見を付す形で首長の教育目標を議会に提案できること。
- 教育委員に関する教育目標に関する自己評価に基づき、地方教育行政法第7条第1項に規定する罷免事由に該当するかの首長が判断すること。
- 教員の評価に保護者・生徒の意見を反映すること。

また、大阪府では府費負担教職員任命権の市町村への移譲なども規定されている。
一方で日本教職員組合や、自由法曹団等は政治による教育への介入にあたるとして憲法の精神や現行法規に反するとして猛反対している。
2012年に大阪府で条例が成立する前の2006年に東京都杉並区において山田宏区長の主導で教育基本条例案を検討する懇談会が区教育委員会に設置されたが、2009年に条例案を区議会に提出しない方針となり条例化を断念した。